# Куно фон Лихтенштейн
Куно (Конрад) фон Лихтенштейн (1360 — 15 июля 1410, под Грюнвальдом) — рыцарь и великий комтур Тевтонского Ордена с 1404 года.

## Биография

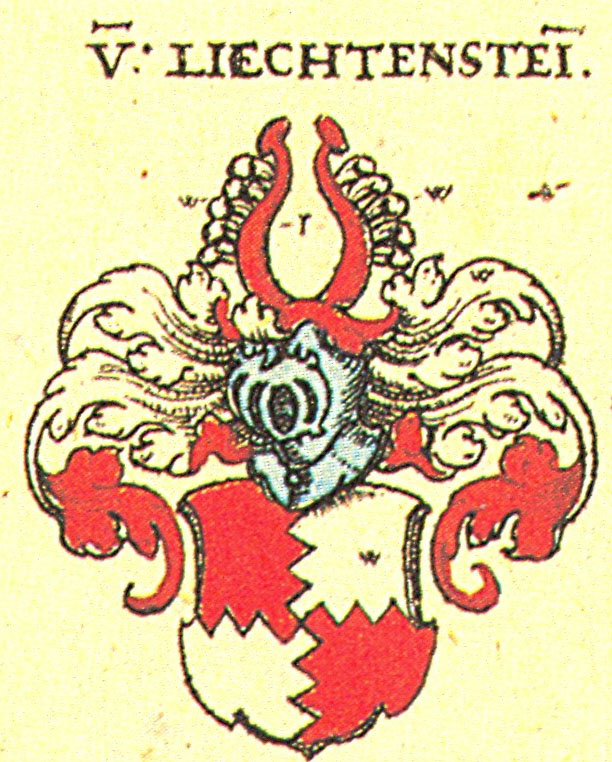
Герб семейства Лихтенштейн

Куно Лихтенштейн происходил из франконской семьи Лихтенштейн. Точная дата его рождения и вступления в Тевтонский орден неизвестна. Лихтенштейн был впервые упомянут в качестве наместника ордена в Земландии (Самбии) с 1389 по 1392 год. С 1392 по 1396 год он служил комтуром замка Рагнит. Управление этим замком было сопряжено с постоянной угрозой нападения со стороны литовцев, которых удерживала лишь высокая степень подготовленности рыцарей-тевтонцев. До 1402 года Лихтенштейн был комтуром замка Меве.
В 1404 году он был повышен великим магистром Конрадом фон Юнгингеном до великого комтура и стал одним из пяти наместников в провинциях Ордена. Позже служил в качестве заместителя великого магистра Ульриха фон Юнгингена

## В Грюнвальдской битве
В Грюнвальдском сражении Куно фон Лихтенштейн командовал правым крылом армии ордена, и большинство «гостей» ордена сражалось с ним. Среди них были: Конрад VII Белый, герцог Олесницкий, и Казимир, младший сын Свантибора III, герцога Померании-Штеттин, со своим окружением. После гибели фон Юнгингена, Лихтенштейн пытался победить в битве, приняв командование на себя. В результате окружения превосходящими силами польско-литовской армии, его крыло было отрезано и поголовно перебито. По мнению Яна Длугоша, считался одним из лучших фехтовальщиков тогдашней Европы.

## В культуре
Конрад Лихтенштейн является одним из основных антагонистов романа Генрика Сенкевича «Крестоносцы».
В польской экранизации романа Крестоносцы 1960 года роль исполнил Мечислав Войт.